# Fuczki
Fuczki, rodzaj smażonych na patelni placków z mąki owsianej i kiszonej kapusty. Podkarpacka potrawa regionalna wywodząca się z kuchni łemkowskiej.

## Historia
Fuczki to tradycyjna potrawa Łemków, grupy etnicznej, która zamieszkiwała w Bieszczadach. Łemkowie jadali skromnie, a bazą ich potraw najczęściej były własnoręcznie hodowane plony m.in. owies i kapusta.
Obecnie są popularnym elementem oferty kulinarnej w Bieszczadach i regionie podkarpackim. W wielu lokalnych restauracjach podawane są zarówno w klasycznej wersji, jak i w nowoczesnych odsłonach – z dodatkiem regionalnych serów, grzybów czy ziół.

## Główne składniki
- mąka owsiana[6].
- odciśnięta i pokrojona kiszona kapusta
- cebula, jajko, mleko, sól, pieprz, olej do smażenia[7][1][8].

## Przygotowanie
Do ciasta typu naleśnikowego przygotowanego z mleka, jajka, mąki i przypraw, zostaje dodana posiekana kapusta i cebula. Całość zostaje dokładnie wymieszana - masa powinna być dość gęsta. Ciasto zostaje smażone na patelni z rozgrzanym olejem, z każdej strony aż placki będą rumiane. Fuczki są podawane ze śmietaną zaraz po usmażeniu, aby pozostały chrupkie. Można je jeść jako samodzielne danie, lub jako np. dodatek do mięs.